# مانويل سكافوني
مانويل سكافوني (بالإيطالية: Manuel Scavone) (3 يونيو 1987 ببولسانو في إيطاليا - ) هو لاعب كرة قدم إيطالي في مركز الوسط. شارك مع منتخب إيطاليا تحت 20 سنة لكرة القدم. أما مع النوادي، فقد لعب مع نادي باري ونادي برو فيرتشيلي ونادي نوفارا ونادي سودتيرول وItaly national football C team ‏.

## وصلات خارجية
- مانويل سكافوني على موقع قاعدة بيانات كرة القدم.إي يو (الإنجليزية)
- مانويل سكافوني على موقع Soccerway.com (الإنجليزية)
- مانويل سكافوني على موقع عالم كرة القدم.نت (الإنجليزية)